# Carinogalumna montana
Carinogalumna montana är en kvalsterart som beskrevs av Engelbrecht 1973. Carinogalumna montana ingår i släktet Carinogalumna och familjen Galumnidae. Inga underarter finns listade.